# Sandra Lynes
Sandra Lynes (...) è un'ex sciatrice alpina canadese paralimpica, che ha rappresentato il Canada alle Paralimpiadi invernali del 1992 e del 1994, vincendo due medaglie d'argento.

## Carriera

### Paralimpiadi 1992
Nel 1992, alle Paralimpiadi di Tignes Albertville, in Francia, ha vinto la medaglia d'argento nella discesa libera LW5/7,6/8 con il tempo di 2:17.93 (oro per Nancy Gustafson	in 1:53.43 e bronzo per Caroline Viau in 2:20.28) e nello slalom gigante LW5/7,6/8 in 1:12.71 (stesso podio della gara di discesa libera, medaglia d'oro è andata a Nancy Gustafson, tempo realizzato di 1:06.10 e medaglia di bronzo a Caroline Viau in 1:14.42). È risultata invece quarta nello slalom speciale, sul podio Nancy Gustafson, Maria Sund e Marcela Mišúnová.

### Paralimpiadi 1994
Quattro anni più tardi, ai Giochi paralimpici invernali di Lillehammer 1994, in Norvegia, Lynes si è posizionata al 5º posto nello slalom gigante LW6/8 e al 4º posto in due altre gare: discesa libera e superG, categoria LW6/8.

## Palmarès

### Paralimpiadi
- 2 medaglie:
  - 2 argenti (discesa libera e slalom gigante LW5/7,6/8 a Tignes 1992)